# Chloridolum cyaneonotatum
Chloridolum cyaneonotatum là một loài bọ cánh cứng trong họ Cerambycidae.